# Versailles (アルバム)
『Versailles』（ヴェルサイユ）は、Versailles通算5枚目のアルバム。2012年9月26日発売。
発売元はワーナーミュージックジャパン。

## 解説
活動休止前最後のアルバム。配信限定シングル「Rhapsody of the Darkness」（c/w 「Illusion」）、シングル「ROSE」（c/w「妖 〜ayakashi〜」）を含む全11曲。「Rhapsody of the Darkness」と「Illusion」は表記にないがアルバム・バージョンで収録されている。
オープニングトラックの「Prelude」はアルバム『NOBLE』収録曲の再録。またラストトラックの「Sympahtia」はアルバム『Lyrical Sympathy』収録曲の再録である。
発売を記念して自主盤倶楽部でメンバー個別のパネル展が実施される。また、本作を自主盤倶楽部やライカエジソン、ZEAL LINK等の店舗で購入すると先着でメンバーオリジナルコメントDVDがもらえる。さらに同様にTOWER RECORDSや自主盤倶楽部、ライカエジソン等で購入するとオリジナルポストカードがもらえる。
TERUはブログにおいて、自身が作曲した「Edge of the world」はヘヴィーなミクスチャー、「Brave」は飛翔系メロスピであると語った。

## 収録曲

### CD
| #         | タイトル                     | 作詞      | 作曲       | 時間  |
| --------- | ---------------------------- | --------- | ---------- | ----- |
| 1.        | 「Prelude」                  |           | KAMIJO     | 1:35  |
| 2.        | 「ROSE」                     | KAMIJO    | HIZAKI     | 5:26  |
| 3.        | 「Rhapsody of the Darkness」 | KAMIJO    | HIZAKI     | 4:55  |
| 4.        | 「Edge of the world」        | KAMIJO    | TERU       | 5:18  |
| 5.        | 「Illusion」                 | KAMIJO    | KAMIJO     | 5:08  |
| 6.        | 「妖 〜ayakashi〜」          | KAMIJO    | MASASHI    | 4:37  |
| 7.        | 「Created Beauty」           | KAMIJO    | HIZAKI     | 10:05 |
| 8.        | 「Holy Grail -Amoroso-」     |           | Versailles | 5:03  |
| 9.        | 「Brave」                    | KAMIJO    | TERU       | 4:34  |
| 10.       | 「Truth」                    | KAMIJO    | KAMIJO     | 4:39  |
| 11.       | 「Sympathia」                | KAMIJO    | HIZAKI     | 6:14  |
| 合計時間: | 合計時間:                    | 合計時間: | 合計時間:  | 57:31 |

### DVD
- ASCENDEAD MASTER [STORY I〜III]
- Music Video
  - ASCENDEAD MASTER
  - Serenade
  - DESTINY -The Lovers-
  - Philia
  - MASQUERADE
  - Vampire

## 品番
- 初回限定盤：WPZL-30446/7
- 通常盤：WPZL-11199